# Bergfriedhof Pöstlingberg

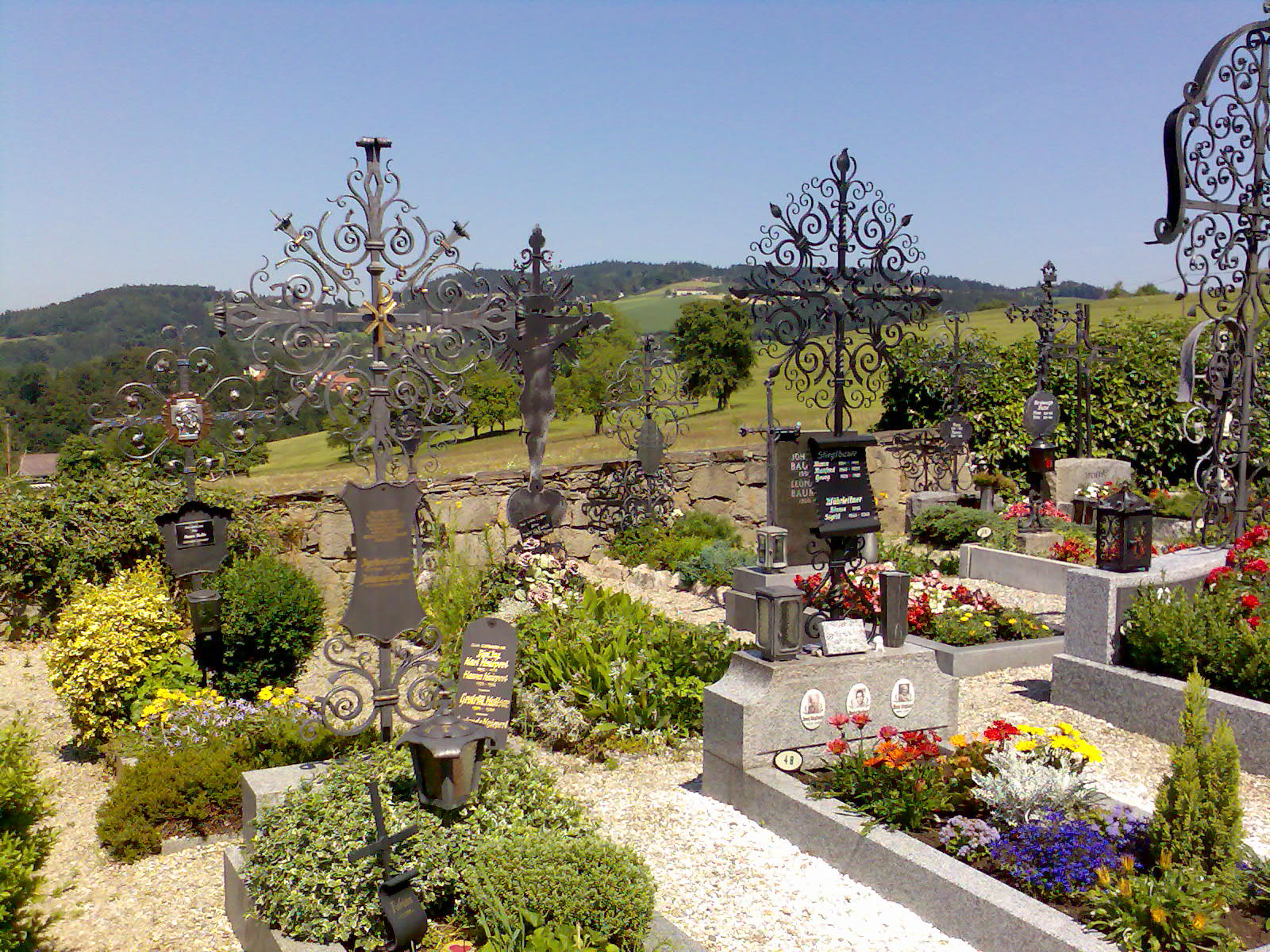
Schmiedeeiserne Kreuze am Bergfriedhof Pöstlingberg

Der Bergfriedhof Pöstlingberg zählt zur Gruppe der Friedhöfe in Linz und liegt am Pöstlingberg auf Puchenauer Gemeindegebiet. Er umfasst ein Areal von rund 4000 m². Der Friedhof wird von der Linz AG betrieben und vom Urnenhain Urfahr aus verwaltet.

## Geschichte
Seit Gründung der Pfarre Pöstlingberg im Jahre 1785 besteht auch der Friedhof Pöstlingberg. Dieser befand sich bis zur Errichtung der Maximilianischen Turmbefestigung Linz 1831 in der Nähe der Kirche, etwa im Bereich des heutigen Rosengartens. Seither liegt er an der Hohen Straße beim Freisederweg. Ursprünglich war die Pfarre Betreiber des Friedhofs, die ihn dereinst auf die Stadt Linz bzw. die Linz AG übertragen hatte.
Charakteristisch für den Friedhof sind die zahlreichen schmiedeeisernen Grabkreuze. Dies geht auf einen alten Beschluss der Pfarre zurück, der bis heute Gültigkeit hat, wonach schmiedeeiserne Kreuze zu bevorzugen sind.

## Gräber
- Karl Leitl (1924–1982), Industrieller
- Anton Lutz (1894–1992), Maler
- Gottfried Nobl (1923–2017), Architekt und Dombaumeister
- Romuald Pekny (1920–2007), Schauspieler
- Rupert Vierlinger (1932–2019), Pädagoge und Hochschullehrer